# Pseudolabis
Pseudolabis — вимерлий рід родини Camelidae. Рід містить такі види: Pseudolabis dakotensis. Скам'янілості виявлено в США (Небраска, Вайомінг) — всього 6 колекції.